# Marcus Vipsanius Agrippa
Marcus Vipsanius Agrippa (63 v.Chr. – 12 v.Chr.) meestal kortweg Agrippa genoemd, was een van de belangrijkste Romeinse generaals in de overgangsperiode van republiek naar principaat en de beste vriend en rechterhand van de princeps Imperator Caesar Augustus.

## Afkomst
Hij werd rond 63 v.Chr. geboren als zoon van Lucius Vipsanius Agrippa. Hij had een oudere broer, Lucius Vipsanius Agrippa genaamd, en een zus, Vipsania Polla. Hij was afkomstig uit een heel obscure familia uit de gens Vipsania, die weliswaar rijk was en tot de stand van de equites behoorde maar nooit een belangrijke rol had gespeeld op het politieke schouwtoneel. Agrippa zou al zeer vroeg in zijn carrière zijn nomen gentilicium (namelijk Vipsanius) laten vallen en zich simpelweg Marcus Agrippa noemen, zodat men niet constant zou worden herinnerd aan zijn nederige afkomst uit de stand van de equites.

## Jeugd en burgeroorlog

### Vriendschap met Octavianus

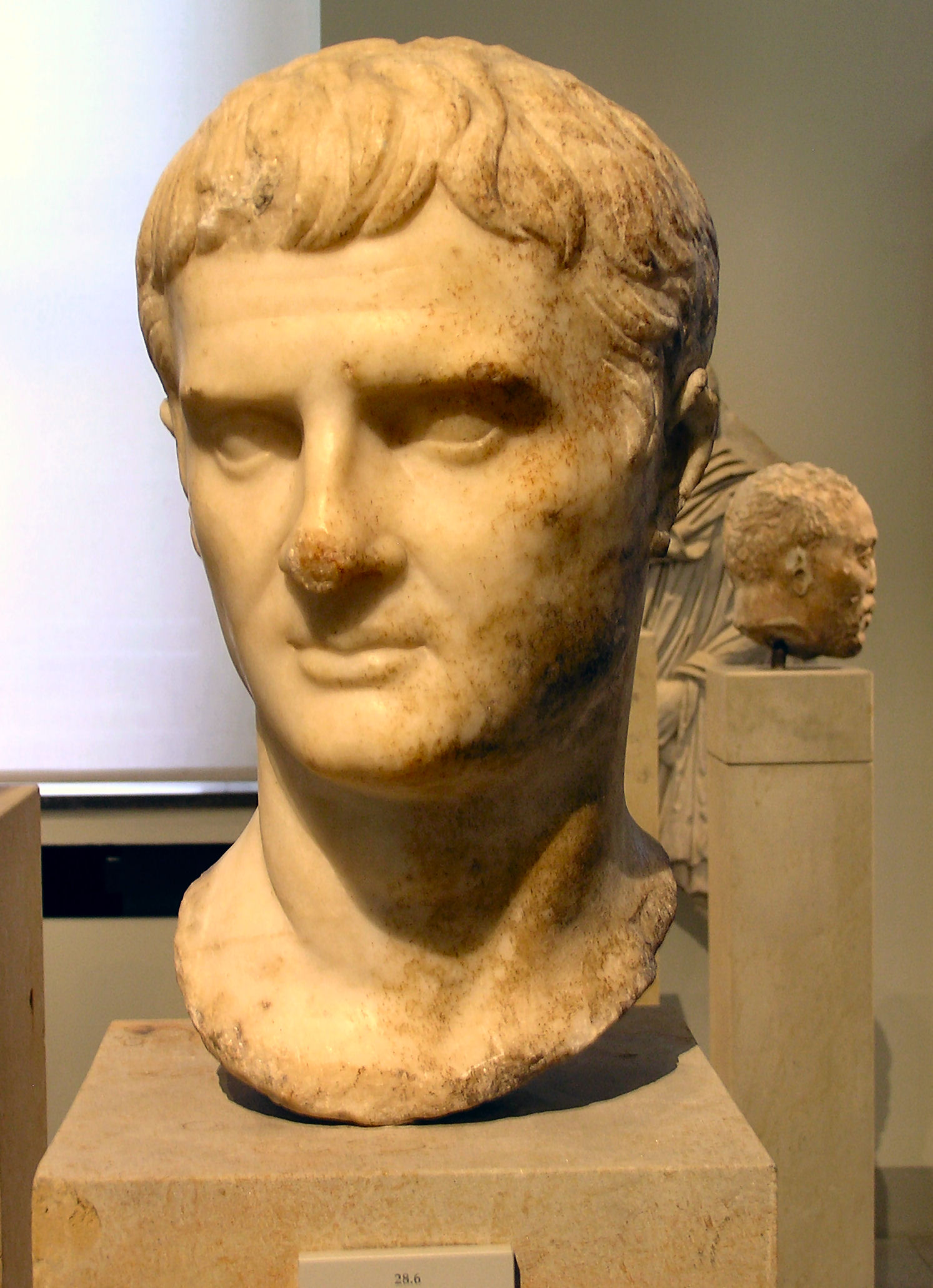
Buste van Agrippa uit Magnesia (Altes Museum)

Tijdens zijn studies leerde hij de even oude Gaius Octavius (de latere keizer Augustus) kennen, met wie hij zeer goed bevriend zou geraken. Hoewel beiden van nederige afkomst waren had zijn vriend Octavius langs moederskant banden met de gens Julia. Diens oudoom was Gaius Julius Caesar die een belangrijke rol had in het politieke leven te Rome.
Ondanks Marcus' vriendschap met Octavius, koos zijn oudere broer Lucius Vipsanius Agrippa de zijde van Cato in diens strijd tegen Caesar. Na Cato's nederlaag vergaf Caesar hem dat echter, omdat Octavius hem hierom vroeg. Of Marcus heeft meegestreden tegen zijn broer in Africa, valt uit de historische bronnen niet op te maken. Maar hij nam waarschijnlijk wel deel aan de campagnes van 46 tot 45 v.Chr. tegen Gnaeus Pompeius Magnus minor, die eindigden met de slag bij Munda.
Toen hij twintig was (45 v.Chr.), studeerde hij te Apollonia in Illyria, samen met Gaius Octavius. Na de moord op Gaius Julius Caesar in 44 v.Chr., was Agrippa samen met Quintus Salvidienus Rufus een van die intieme vrienden van Octavius die hem aanrieden om onmiddellijk door te gaan naar Rome. Octavius nam Agrippa met zich mee naar Rome. Hij stelde hem aan om de eed van trouw af te nemen van verscheidene legioenen (o.a. in Campania) die zich ten gunste van Octavius hadden uitgesproken. Gekozen als consul in 43 v.Chr., gaf Octavius aan zijn vriend Agrippa de delicate opdracht om Gaius Cassius Longinus, een van de moordenaars van Caesar, te achtervolgen. Het is mogelijk dat Agrippa in dit jaar ook zijn politieke carrière begon met het ambt van tribunus plebis, waardoor hij kon worden opgenomen in de senaat.

### Slag bij Philippi
In 42 v.Chr. vocht Agrippa waarschijnlijk aan de zijde van zijn vriend Octavianus en Marcus Antonius in de dubbelslag bij Philippi. Bij het uitbreken van de Oorlog van Perusia in 41 v.Chr. tussen Octavius, nu Octavianus genoemd, en Lucius Antonius, had Agrippa een deel van de strijdmachten van Octavianus onder zijn bevel. Hij onderscheidde zich door zijn bekwame manoeuvres, waaronder de verovering in 41 v.Chr. van Sutrium om Quintus Salvidienus Rufus de handen vrij te geven. Als praetor urbanus in 40 v.Chr. hield hij de troepen van Antonius die naar Perusia wilden optrekken tegen en belegerde Lucius Antonius, die in deze stad was ingesloten, en nam de stad in. Ondanks zijn schitterende prestaties bleef Quintus Salvidienus Rufus de voornaamste generaal van Octavianus. Na de oorlog van Perusia, vertrok Octavianus naar Gallia, terwijl hij Agrippa als praetor urbanus achterliet in Rome met instructies om Italia te verdedigen tegen Sextus Pompeius Magnus Pius, een tegenstander van de triumviri, die toen Sicilia bezette.
In juli 40 v.Chr., toen Agrippa in beslag werd genomen door de Ludi Apollinares waarvoor de praetor verantwoordelijk was, voerde Sextus een aanval uit in het zuiden van Italia. Agrippa trok daarop tegen hem op, waardoor Sextus werd gedwongen zich terug te trekken. Maar het triumviraat bleek onstabiel te zijn en in augustus 40 v.Chr. koos Marcus Antonius de kant van Sextus Pompeius om een gezamenlijke invasie in Italia uit te voeren. Maar eind 40 v.Chr. wist Agrippa in Apulia een klinkende overwinning op de troepen van de Antonii te behalen door de herovering van Sipontum, dat in de handen van Marcus Antonius was gevallen. Agrippa bevond zich onder de onderhandelaars die ervoor zorgden dat Marcus Antonius en Octavianus ermee instemden terug vrede te sluiten. Tijdens de onderhandelingen kwam Octavianus te weten dat Salvidienus had aangeboden hem te verraden aan Marcus Antonius, wat leidde tot Salvidienus' executie of zelfmoord. Vanaf nu was Agrippa Octavianus' voornaamste generaal.

### Gouverneur in Gallia
In 39 of 38 v.Chr. werd hij aangesteld als gouverneur van Gallia. Daar zou hij in 38 v.Chr. nieuwe successen behalen, door een opstand van de inheemse leiders te onderdrukken. Hij drong in Germania ook door tot in het land van de Catti en liet de Ubii naar de linkeroever van de Rijn verhuizen. Daarna zette Agrippa zijn troepen in tegen de opstandige Aquitani, die hij spoedig onderwierp. Zijn overwinningen, vooral die in Aquitania, droegen sterk bij aan de consolidatie van de macht van Octavianus. Agrippa werd vervolgens teruggeroepen om het bevel over te nemen in de oorlog tegen Sextus Pompeius, die in 37 v.Chr. op het punt stond uit te breken.

### Consul
Eveneens in 37 v.Chr. trouwde Agrippa voor de eerste maal, en wel met Caecilia Attica, dochter van Cicero's vriend Titus Pomponius Atticus. Het huwelijk was gesmeed door Marcus Antonius en had ook een financieel kantje daar Caecilia's vader Atticus onmetelijk rijk was. Octavianus bood hem een triomftocht aan, die Agrippa afwees, maar hij aanvaardde het consulaat, tot welk ambt hij door Octavianus in 37 v.Chr. was bevorderd. Cassius Dio schijnt te suggereren dat hij consul was toen hij naar Gallia ging, maar de woorden "ὑπάτευε δὲ μετὰ Λουκίου Γάλλου" ("was consul met Lucius Gallus") schijnen verdacht te zijn, tenzij zij een weinig hoger moeten worden ingevoegd, na de passage, "τῷ δ' Ἀγρίππᾳ τὴν τοῦ ναυτικοῦ παρασκευὴν ἐγχειρίσας" ("aan Agrippa gaf hij het oprichten van de vloot in handen"), die naar een gebeurtenis verwijst die plaatsvond onder het consulaat van Agrippa. Want, onmiddellijk na zijn aanstelling in dit ambt, werd hij door Octavianus opgedragen een vloot te bouwen, die meer dan noodzakelijk was, daar Sextus Pompeius de zee, en derhalve de graantoevoer naar Rome, beheerste.

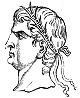
Afbeelding van Agrippa met de corona navalis op een bronzen medaille.

Agrippa, bij wie denken en doen nooit gescheiden waren, voerde deze opdracht met de nodige energie uit. De Lucrinus Lacus nabij Baiae werd door hem tot veilige haven getransformeerd, die hij ter ere van Octavianus de Julische haven (Porticus Iulius) noemde en waar hij zijn zeelieden en mariniers oefende tot zij in staat waren de confrontatie aan te gaan met de ervaren zeelui van Pompeius. Hij was ook verantwoordelijk voor technologische innovaties, zoals onder andere grotere schepen en een verbeterde vorm van de harpax ('enterhaak'). In 36 v.Chr. versloeg Agrippa Sextus Pompeius eerst bij Mylae en nadien bij Naulochus voor de kust van Sicilia. Deze laatste overwinning brak de maritieme suprematie van Pompeius. Agrippa ontving voor zijn overwinning een corona navalis, die voor het eerst aan hem werd verleend. Hoewel, volgens andere autoriteiten, het Marcus Terentius Varro was die als eerst deze corana ontving uit handen van Gnaius Pompeius Magnus maior.

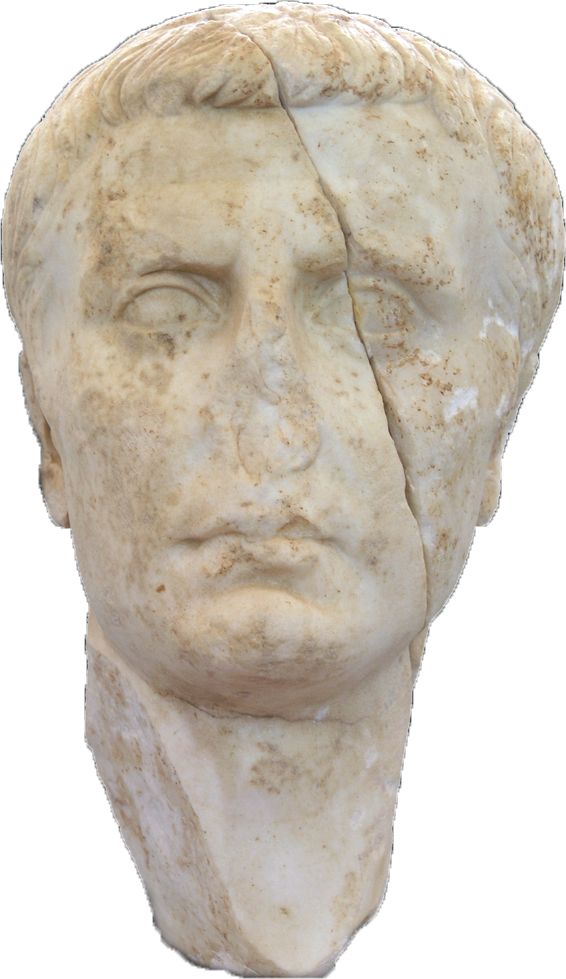
Portret van Agrippa, teruggevonden in Nicopolis, de stad die werd gesticht na de overwinning bij Actium (museum van Nikopolis)

### Kleine campagnes
Agrippa nam in 35 en 34 v.Chr. deel aan kleinere militaire campagnes, maar tegen de herfst van het jaar 34 was hij terug in Rome. Al snel begon hij met een reeks van publieke herstelwerkzaamheden en verbeteringen, waaronder de renovatie van de Aqua Marcia, een van de belangrijkste aquaducten van Rome, en een uitbreiding van haar pijpleidingen om een groter deel van de stad te bestrijken. Nadat hij in 33 v.Chr. was verkozen als een van de aediles plebis (verantwoordelijken voor Rome's gebouwen en festivals), zorgde hij ervoor dat de straten werden hersteld en de riolen werden schoongemaakt, terwijl er met gulle hand publieke spektakels werden gegeven.

### Stadsverbetering
Agrippa deed zijn ambtsperiode opvallen door grote structurele verbeteringen aan te brengen in Rome, zoals het herstellen en bouwen van aquaducten, het vergroten en zuiveren van de Cloaca Maxima, het ontwerpen van thermae (thermae Agrippae) en portici (Porticus Vipsania), en de aanleg van horti ("tuinen") (horti Agrippae). Hij gaf bovendien een stimulans aan het publiek tentoonstellen van kunstwerken (zo stelde hij zijn horti Agrippae open voor het publiek). Hoewel het ongebruikelijk was dat een ex-consul het lager ambt van aedilis plebis bekleedde, was het juist kenmerkend voor Agrippa's successen dat ze voortkwamen uit een breuk met de traditie. Zijn jeugdvriend Octavius, intussen Gaius Julius Caesar genoemd, zou later verklaren dat "hij in marmer naliet, dat wat hij heeft ontvangen in zongebakken steen", wat hij dus deels te danken had aan de grote verdiensten van Agrippa onder zijn regering.
Toen Agrippa's schoonvader Titus Pomponius Atticus in 32 v.Chr. ernstig ziek werd, weigerde deze nog langer te leven en voedsel tot zich te nemen. Volgens Atticus' vriend en biograaf Cornelius Nepos, deed deze beslissing Agrippa veel verdriet.

### Burgeroorlog tegen Marcus Antonius
Toen in 32 v.Chr. de oorlog tussen Octavianus en Marcus Antonius uitbrak, werd Agrippa als bevelhebber van de vloot aangesteld. Nadat hij de strategisch belangrijk gelegen stad Methone in het zuidwesten van de Peloponnesos had ingenomen, zeilde hij naar het noorden, onderwijl de Griekse kust plunderend, en nam Corcyra in (huidige Korfoe), alsook Leukas, Patrae (huidig Patras) en Korinthe. Octavianus bracht vervolgens zijn strijdkrachten over naar Corcyra, dat hij uitbouwde als zijn maritieme basis. Terwijl Marcus Antonius zijn schepen en troepen opstelde bij Aktion (Actium), waar Octavianus hem in de strijd zou ontmoeten, was Agrippa erin geslaagd om Antonius' aanhanger Quintus Nasidius te verslaan in de zeeslag bij Patrae. Cassius Dio verhaalt hoe Agrippa, die onderweg was om Octavianus te ontmoeten bij Actium, op Gaius Sosius, een van Antonius' luitenants, stootte die een verrassingsaanval deed op het regiment van Lucius Tarius Rufus, een aanhanger van Octavianus. Agrippa's onverwachte aankomst deed de slag in het voordeel van Octavianus uitvallen.
Toen de beslissende slag naderde, zou, aldus Cassius Dio, Octavianus hebben opgevangen dat Marcus Antonius en Cleopatra van plan waren om door de vlootblokkade te breken en aldus te ontsnappen. Octavianus was eerst de mening toegedaan de vlaggenschepen door te laten. Hij meende immers dat hij hen makkelijk kon inhalen met zijn lichtere schepen en dat bovendien de vijandelijke vloot zich zou overgeven wanneer ze de lafhartige vlucht van hun generaal zouden zien. Agrippa wierp hier echter tegenin dat Antonius' schepen, hoewel ze groter waren, de lichtere schepen van Octavianus achter zich konden laten eens ze de zeilen hesen. Derhalve moest Octavianus nu aanvallen omdat Antonius' vloot onlangs door een storm was overvallen. Octavianus zou het advies van zijn vriend volgen.
Op 2 september 31 v.Chr. werd aldus de slag bij Actium uitgevochten. Octavianus' overwinning, die hem meester van Rome en de wereld maakte, was voornamelijk te danken aan Agrippa's vaardigheid. Bij zijn terugkeer naar Rome in 30 v.Chr., beloonde Octavianus, nu Augustus genoemd, hem met een vexillum caeruleum of zeegroene vlag alsook een corona rostrata of "scheepsboegkroon".

## Rechterhand van Augustus

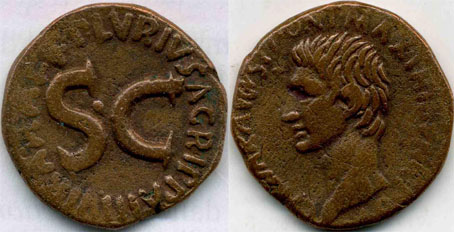
Een as geslagen tijdens Agrippa's derde consulaat.

In 28 v.Chr. werd Agrippa voor de tweede maal consul, met Augustus als zijn collega. Hij trouwde rond deze tijd met Claudia Marcella maior, de nicht van Augustus en de dochter van zijn zus Octavia Thurina minor, wat hem wat hoger in de rang bracht als mogelijk opvolger. Zijn eerste vrouw, Caecilia Attica, was ofwel dood ofwel gescheiden. Het was in dit jaar dat de senaat aan Octavianus het agnomen Augustus verleende.
In 27 v.Chr. werd Agrippa voor de derde maal consul, met Augustus als collega. Dat jaar liet hij ook een templum bouwen, bekend geworden onder de naam van Pantheon. Deze geldt als meest indrukwekkende tempel van Rome. Maar het huidige Pantheon is een creatie van keizer Hadrianus, die voortgaand op Agrippa's ontwerp zijn eigen Pantheon bouwde, nadat dit van Agrippa in 80 was verwoest. De inscriptie van dit gebouw, gebouwd rond 125, heeft de originele vermelding dat Agrippa het oorspronkelijk bouwde tijdens zijn derde consulaat bewaard. In 25 v.Chr. vergezelde Agrippa Augustus in de oorlog tegen de Cantabri. Rond deze tijd ontstond de jaloersheid tussen hem en zijn zwager Marcellus, de neef en schoonzoon van Augustus die scheen voorbestemd te zijn als zijn opvolger.

### Naar Syria
Augustus, die geschillen wilde vermijden die misschien ernstige gevolgen voor hem konden hebben, stuurde Agrippa als proconsul naar Syria. Agrippa verliet natuurlijk Rome, maar hij hield halt in Mytilini op het eiland Lesbos, en liet de regering van Syria over aan zijn legatus. De vrees van Agrippa werd door de dood van Marcellus, op twintigjarige leeftijd, in 23 v.Chr. weggenomen. Agrippa keerde onmiddellijk terug naar Rome, waar men in spanning op hem wachtte, daar er problemen waren ontstaan tijdens de verkiezing van de consuls in 21 v.Chr. Augustus besloot zijn trouwe vriend in zijn eigen familie op te nemen en haalde hem over om van zijn vrouw Marcella te scheiden en te trouwen met Julia, de weduwe van Marcellus en de dochter van Augustus bij zijn tweede vrouw, Scribonia (21 v.Chr.).

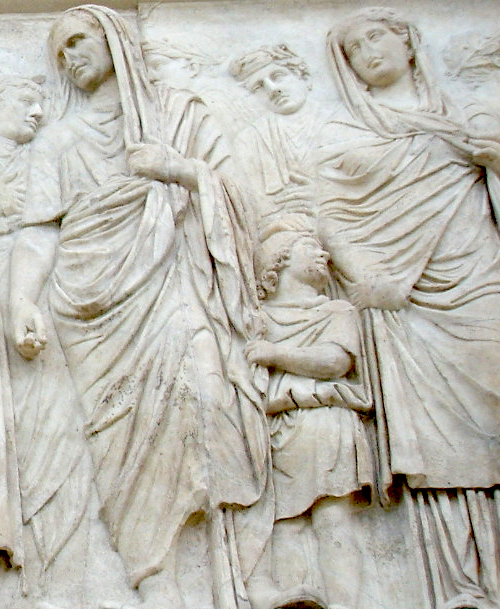
Afbeelding van Marcus Vipsanius Agrippa na zijn terugkeer uit het oosten, op de Ara Pacis, (met op de achtergrond een oosters vorst ?).

### Naar Gallia
In 19 v.Chr. ging Agrippa naar Gallia. Hij pacificeerde de turbulente inwoners en legde vier grote viae aan, de Via Agrippa. Daarnaast zou hij dat jaar nog het aquaduct Aqua Virgo laten afwerken. Datzelfde jaar bouwde hij voor zijn zonen Gaius en Lucius een tempel in Nemausus, die bekendstaat als het Maison Carrée. Van daaruit ging hij door naar Hispania en onderwierp de Cantabriërs na een korte, maar bloedige en hardnekkige strijd. Maar, in overeenstemming met zijn gebruikelijke voorzichtigheid, kondigde hij zijn overwinningen noch aan in pompeuze brieven aan de senaat, noch aanvaardde hij de triomftocht die Augustus hem aanbood.
In 18 v.Chr. werd hij samen met Augustus bekleed met de tribunicia potestas voor vijf jaren en gelijkwaardig imperium. In het volgende jaar (17 v.Chr.), werden zijn twee zonen, Gaius en Lucius, door hun grootvader Augustus geadopteerd.

### Naar Palestina

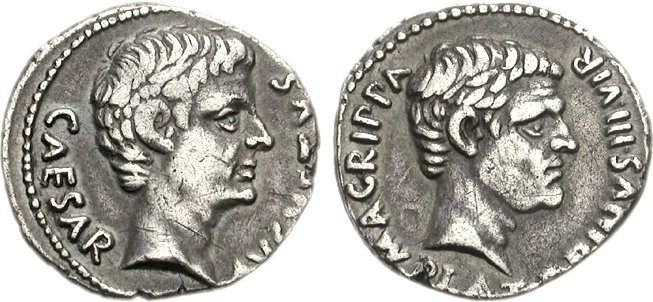
Een denarius met aan de voorzijde Augustus en aan de keerzijde Agrippa, door C. Sulpicius Platorinus geslagen in 13 v.Chr. (Bron: CNG Coins)

Aan het eind van het jaar nam hij een uitnodiging van Herodes de Grote aan en ging naar Jeruzalem. Hij stichtte de militaire colonia Berytus (Beiroet), van daaruit ging hij in 16 v.Chr. door naar de Zwarte Zee en dwong de Bosporani om Polemon I als hun koning te aanvaarden en om de Romeinse adelaars terug te geven die door Mithridates VI van Pontus waren veroverd. Bij zijn terugkeer bleef hij enige tijd in Ionië hangen, waar hij privileges toestond aan de Joden wier zaak was bepleit door Herodes. Hij zou zelfs in de tempel van Jeruzalem een brandoffer van honderd stieren hebben laten opdragen en een wijgeschenk hebben opgesteld.
Hij keerde dan terug naar Rome, waar hij in 13 v.Chr. aankwam. Nadat zijn tribunicia potestas voor vijf jaren was verlengd, ging hij naar Pannonia om de rust te herstellen in die provincia. Hij keerde in 12 v.Chr. terug, nadat hij, zoals gewoonlijk, zijn opdracht tot een goed einde had gebracht, en trok zich terug in Campania.

## Overlijden
Daar stierf hij in maart 12 v.Chr. onverwacht op eenenvijftigjarige leeftijd. Zijn lichaam werd naar Rome gedragen en zijn as werd begraven in het mausoleum van Augustus, die zelf een lijkrede uitsprak voor zijn vriend.
De dood van Agrippa bracht heel wat teweeg in het Imperium Romanum want Tiberius moest de zwangere weduwe Julia Caesaris maior huwen en moest scheiden van zijn eigen zwangere vrouw, zijn geliefde Vipsania Agrippina. Bovendien braken er in Pannonia weer onlusten uit bij de Breuci, bij het nieuws van Agrippa's dood: Tiberius zou ze moeten neerslaan.

## Voorvechter van de monarchie

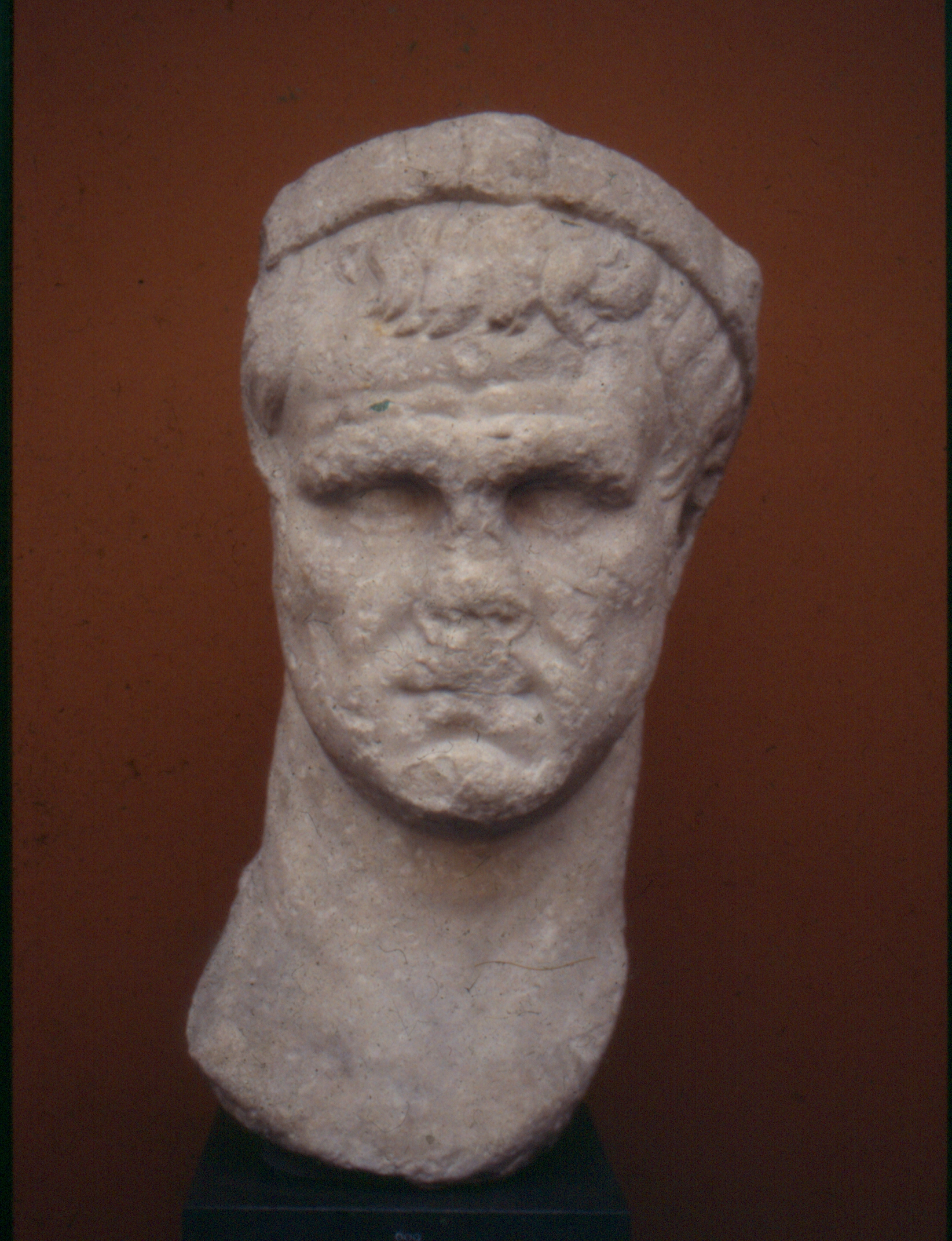
Portret van Agrippa (Ny Carlsberg Glyptotek, IN 1807).

Cassius Dio vertelt ons dat Augustus in 29 v.Chr. zijn vrienden en raadslieden, Agrippa en Maecenas, bij zich riep, om hun mening te horen of het wenselijk was voor hem om de monarchale macht te grijpen of om voor de natie haar voormalige republikeinse regering te herstellen. Dit wordt door Suetonius bevestigd, die zegt dat Augustus tweemaal over dit onderwerp overleg heeft gepleegd.
De toespraken die Agrippa en Maecenas bij deze gelegenheid hielden, worden door Cassius Dio weergegeven, maar het kunstmatige karakter ervan maakt ze verdacht. Maar het is onwaarschijnlijk dat Cassius Dio, een serieus historicus, deze toespraken heeft verzonnen. Gezien het karakter van Augustus is het toch goed mogelijk dat die toespraken echt werden gehouden. Augustus besprak ze eerst met zijn raadgevers. Doel zou dan geweest zijn om het Romeinse volk te doen geloven dat het lot van de republiek nog steeds ter bespreking voorlag. Augustus zou de monarchale macht alleen aannemen voor het welzijn van de natie. Bovendien had Agrippa, die volgens Cassius Dio Augustus adviseerde om de republiek te herstellen, voorkeur voor een monarchie.
Agrippa was een van de belangrijkste mannen van de Augusteïsche periode en een voorname supporter van de opkomende monarchale constitutie. Zonder Agrippa had Augustus er nauwelijks in kunnen slagen zich absoluut meester van het Romeinse rijk te maken. Cassius Dio, Velleius Paterculus, Seneca en Horatius, spreken met gelijke bewondering over zijn verdiensten.
Plinius verwijst constant naar de Commentarii van Agrippa als een autoriteit, die mogelijk officiële lijsten waren die door hem waren opgesteld voor de meting van de Romeinse wereld onder Augustus, waaraan hij misschien zelf zijn steentje heeft bijgedragen.

## Invloedrijk nageslacht
Agrippa liet verscheidene kinderen na. Bij zijn eerste vrouw Caecilia Attica had hij Vipsania Agrippina, die met Tiberius was getrouwd. Mogelijk kregen zij nog een tweede dochter, die huwde met Publius Quinctilius Varus. Bij zijn tweede vrouw Marcella, had hij verscheidene kinderen die zelden worden vermeld. En bij zijn derde vrouw, Augustus' dochter Julia, had hij twee dochters, Vipsania Julia Agrippina, getrouwd met Lucius Aemilius Paullus en Vipsania Agrippina maior, getrouwd met Germanicus en drie zonen, Gaius, Lucius en Agrippa Postumus (postuum geboren).

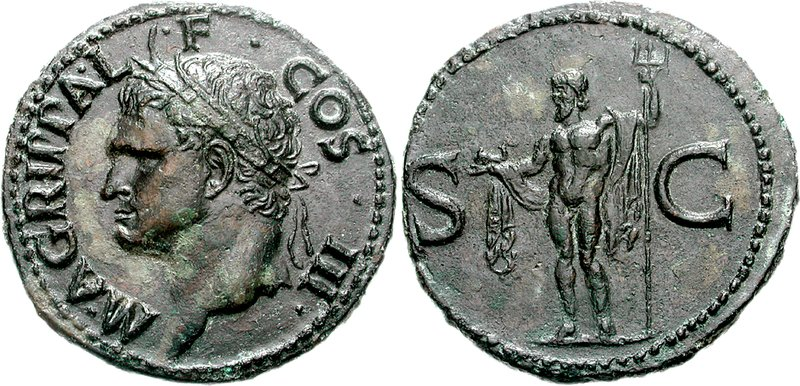
Een as met een buste van Agrippa aan de voorzijde en Neptunus (verwijzend naar Agrippa's zeeslagen) met drietand aan de keerzijde, geslagen door zijn kleinzoon Caligula. (Bron: CNG Coins)

Ook zijn kleinkinderen namen een prominente plaats in binnen de Julisch-Claudische dynastie. Zo was zijn kleinzoon Drusus Claudius Nero een tijdlang de beoogde opvolger onder Tiberius. En na de dood van deze laatste waren Caligula, een kleinzoon van Agrippa, en Tiberius Gemellus, een achterkleinzoon van Agrippa, de erfgenamen. Ook de laatste princeps van de Julisch-Claudische dynastie, Nero, was door zijn moeder Julia Agrippina minor een achterkleinzoon van Agrippa. Men zou haast kunnen spreken van een Julisch-Claudisch-Vipsanische dynastie.

## Uiterlijk
Agrippa had een aantal fysieke kentrekken die men ook aantreft op portretten toegeschreven aan zijn nakomelingen: een hoog voorhoofd, dikke neusbrug, geprononceerde wenkbrauwen en volle lippen. Een mooi voorbeeld hiervan is te zien op de hiernaast afgebeelde munt, waarbij vooral de zware wenkbrauwen van de in profiel afgebeelde Agrippa opvallen.

## Antieke bronnen
- Appianus, Bell. Civ. V 31-33, 105-108, 121-122.
- Cassius Dio, XLV-LIV; LIV, Epit. 117-136.
- Cornelius Nepos, Atticus 19.4, 22.3.
- Flavius Josephus, Antiq. Jud. XII 125-127; XIV 487; XV 318, 350-361; XVI 2, 5-6, 12-62, 86, 141, 157, 167-173.
- Horatius, Od. I 6.
- Livius, Epit. 129.
- Nicolaus van Damascus, Vita Augusti = FGrH F 127.7, 130.30.
- Plinius, N.H. XVI 3 § 4, XXXVI 24; Elenchus III, IV, V, VI, cf. II 2.
- Plutarchus, Brutus 27.4.
- Seneca, Ep. 94.
- Servius, ad Verg., Aen. VIII 682.
- Suetonius, Aug. 16.2, 25.3, 29.5, 35.1, 42.1, 63, 64.1, 66.3, 94.12, Tib. 7.2, 10.1, Cal. 7, 23.1.
- Velleius Paterculus, II 59.5, 69.5, 79, 81.3, 84.2, 85.2, 88.2, 90.1, 93, 96.1-2, 127.1.
- Vergilius, Aen. VIII 684.

## Verder lezen
- A. Ceresa-Gastaldo (ed.), Il bimillenario di Agrippa, Genua, 1999. (verzameling van papers voorgedragen op een congres in Genua met als onderwerp Agrippa)
- P.S. Frandsen, M. Vipsanius Agrippa, eine Historische Untersuchung uber dessen Leben und Wirken, Altona, 1836.
- A. Fraschetti, La mort d'Agrippa et l'autel du Belvédère: un certain type d'hommage, in MEFRA 92 (1980), pp. 957-976.
- G. Mottershead, The constructions of Marcus Agrippa in the West, diss. universiteit van Melbourne, 2005.
- J-M. Roddaz, Un thème de la «propagande» augustéenne: l'image populaire d'Agrippa, in MEFRA 92 (1980), pp. 947-955.
- I. Romeo, Ingenuus Leo. L'immagine di Agrippa, Rome, 1998. ISBN 8882650251 (monografie gewijd aan de iconografie van Agrippa)
- F.A. Wright, Marcus Agrippa: organizer of victory, Londen, 1937. (fragmentweergave in Questia, tegen betaling volledig te bekijken)
- L. Powell, Marcus Agrippa: Right-hand Man of Caesar Augustus; Pen & Sword Military, Barnsley, 2014